# ريكارد أرتيرو
ريكارد أرتيرو رويز (مواليد 5 فبراير 2003) لاعب كرة قدم إسباني يلعب كلاعب خط وسط لفريق جيرونا بي.